# 青德倫峰
47°4′34.5″N 8°57′36″E / 47.076250°N 8.96000°E

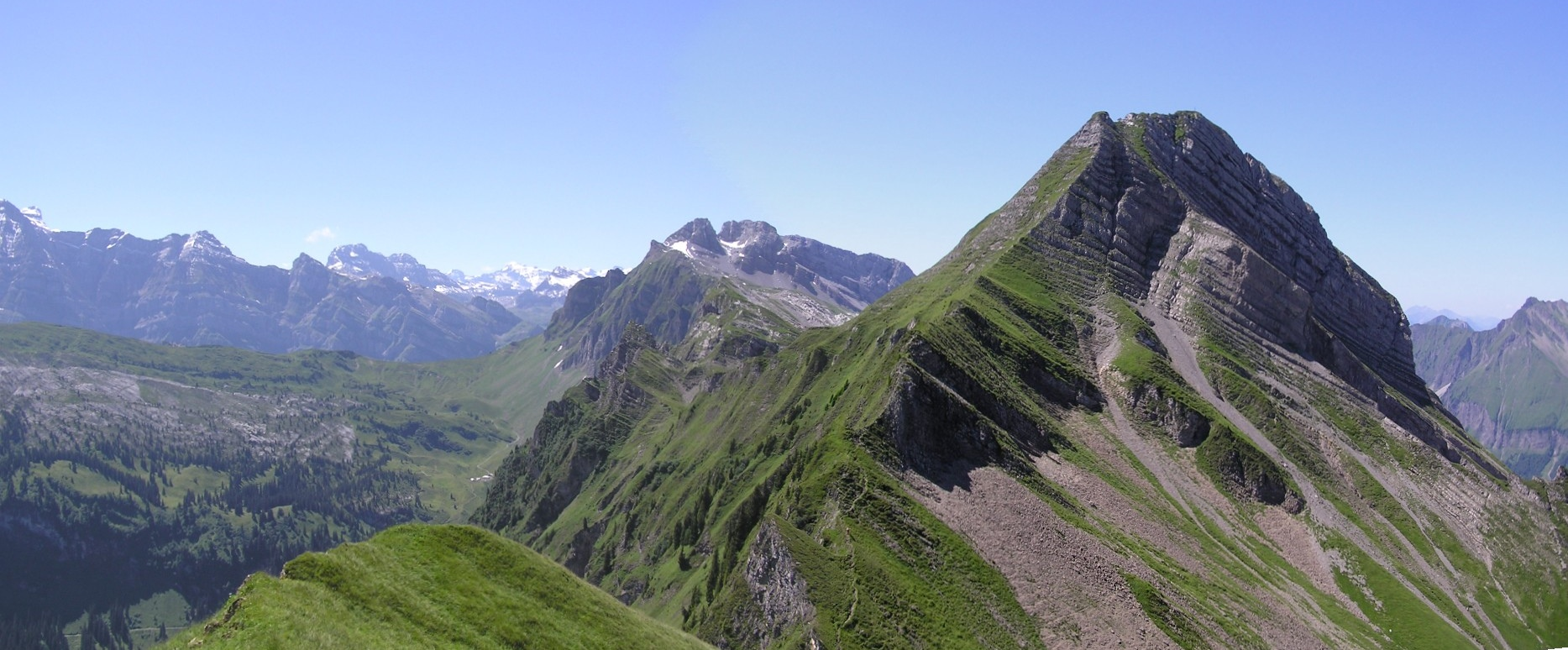

青德倫峰（Zindlenspitz），是瑞士的山峰，位於該國中部，處於施維茨州和格拉魯斯州接壤的邊界，屬於施維茨阿爾卑斯山脈的一部分，海拔高度2,097米。

## 外部連結
- Zindlenspitz on Hikr （页面存档备份，存于）